# Uloborus bigibbosus
Uloborus bigibbosus là một loài nhện trong họ Uloboridae.
Loài này thuộc chi Uloborus. Uloborus bigibbosus được Eugène Simon miêu tả năm 1905.